# Anika Smit
Pour les articles homonymes, voir Smit.
Anika Smit (née le 26 mai 1986) est une athlète sud-africaine, spécialiste du saut en hauteur. 

## Biographie
Médaillée de bronze du saut en hauteur lors des Jeux africains de 2003 à seulement dix-sept ans, Anika Smit devient championnats d'Afrique junior en 2005.
En 2006, elle remporte la médaille d'or des Jeux du Commonwealth, à Melbourne, en réalisant un saut à 1,91 m. Deuxième des Jeux africains de 2007, elle établit cette même année la meilleure performance de sa carrière en franchissant 1,97 m à Potchefstroom.
L'année suivante, elle remporte le titre des Championnats d'Afrique, à Addis-Abeba, avec un saut à 1,88 m. Elle obtient la médaille d'argent lors de l'édition 2012 à Maputo.

### Palmarès
| Date | Compétition                    | Lieu        | Résultat | Performance |
| ---- | ------------------------------ | ----------- | -------- | ----------- |
| 2003 | Championnats du monde jeunesse | Sherbrooke  | 5e       | 1,78 m      |
| 2003 | Jeux africains                 | Abuja       | 3e       | 1,80 m      |
| 2003 | Jeux afro-asiatiques           | Hyderabad   | 5e       | 1,70 m      |
| 2004 | Championnats du monde juniors  | Grosseto    | 10e      | 1,80 m      |
| 2005 | Championnats d'Afrique juniors | Radès       | 1re      | 1,89 m      |
| 2006 | Jeux du Commonwealth           | Melbourne   | 1re      | 1,91 m      |
| 2007 | Jeux africains                 | Alger       | 2e       | 1,89 m      |
| 2008 | Championnats d'Afrique         | Addis-Abeba | 1re      | 1,88 m      |
| 2011 | Jeux africains                 | Maputo      | 4e       | 1,75 m      |
| 2012 | Championnats d'Afrique         | Porto Novo  | 2e       | 1,86 m      |

### Records
| Épreuve         | Performance | Lieu          | Date            |
| --------------- | ----------- | ------------- | --------------- |
| Saut en hauteur | 1,93 m      | Potchefstroom | 20 février 2007 |